# Marcio Antonio de Sousa Junior
Marcio Antonio de Sousa Junior, noto anche con lo pseudonimo di Marcinho (Itauçu, 8 giugno 1995), è un calciatore brasiliano, centrocampista della Chapecoense.

## Caratteristiche tecniche
È un esterno destro.

## Carriera

### Club
Ha esordito il 28 aprile 2016 con la maglia del Remo in un match di Coppa del Brasile perso 2-1 contro il Vasco da Gama.

## Statistiche

### Presenze e reti nei club
Statistiche aggiornate al 13 novembre 2017.
| Stagione        | Squadra         | Campionato      | Campionato | Campionato | Coppe nazionali | Coppe nazionali | Coppe nazionali | Coppe continentali | Coppe continentali | Coppe continentali | Altre coppe | Altre coppe | Altre coppe | Totale | Totale | Totale |
| Stagione        | Squadra         | Comp            | Pres       | Reti       | Comp            | Pres            | Reti            | Comp               | Pres               | Reti               | Comp        | Pres        | Reti        | Pres   | Reti   |        |
| --------------- | --------------- | --------------- | ---------- | ---------- | --------------- | --------------- | --------------- | ------------------ | ------------------ | ------------------ | ----------- | ----------- | ----------- | ------ | ------ | ------ |
| 2016            | Remo            | C+PAE           | 11+1       | 0          | CB              | 1               | 0               |                    | -                  | -                  |             | -           | -           | 13     | 0      |        |
| 2017            | São Bernardo    | D+PAU           | 0+10       | 0+1        | CB              | 0               | 0               |                    | -                  | -                  |             | -           | -           | 10     | 1      |        |
| 2017            | San Paolo       | A+PAU           | 22+0       | 2+0        | CB              | 0               | 0               |                    | -                  | -                  |             | -           | -           | 22     | 2      |        |
| Totale carriera | Totale carriera | Totale carriera | 44         | 3          |                 | 1               | 0               |                    | -                  | -                  |             | -           | -           | 45     | 3      |        |